# Raoul Merchet
 (octobre 2014).
Si vous disposez d'ouvrages ou d'articles de référence ou si vous connaissez des sites web de qualité traitant du thème abordé ici, merci de compléter l'article en donnant les références utiles à sa vérifiabilité et en les liant à la section « Notes et références ».
Raoul Merchet (né le 15 août 1925 à Escautpont dans le Nord) est un footballeur international universitaire français, licencié au Paris Université Club (PUC) à compter de 1940. 

## Biographie
Alors qu'il est étudiant en médecine, il participe aux Jeux Mondiaux Universitaires de 1947 (Pré-Universiade) avec l'équipe de France. Après avoir été l'adversaire direct de Puskás lors d’un France-Hongrie mémorable, il remporte avec ses coéquipiers la médaille d’or de ces Jeux, la France battant en finale l’Égypte 3-2 au Parc des Princes. L'équipe de France Universitaire était alors entrainée par les pucistes Davidovitch et Delachet.
Après avoir raccroché les crampons, il devient le plus jeune président de la Section football du PUC à l'âge de 37 ans. Il le restera une décennie. Il est aujourd'hui président d'honneur de l'association Pucistes Anciens Footballeurs, qu'il a lui-même contribué à créer en 1962 et dont il fut le président pendant un demi-siècle.

## Palmarès
- 8 sélections en équipe de France Universitaire de Football.
- Médaillé d'or aux 9e Jeux Mondiaux Universitaires de 1947.